# Нижинский (алмаз)

Алмаз «Нижинский»

Нижи́нский — уникальный алмаз насыщенного розового цвета в 27,85 карата, найденный в россыпи «Эбелях» в 2017 году. Алмаз стал самым крупным розовым камнем в истории российской алмазодобычи и был признан одной из лучших находок года по версии издания The National Jeweler.

## Описание
Название алмазу дано в честь Вацлава Фомича Нижинского (1889–1950) российского танцовщика и хореографа польского происхождения, одного из ведущих участников серии балетных представлений антрепризы «Русские сезоны» Сергея Дягилева.
Алмаз добыт 1 июля 2017 года на месторождении россыпи «Эбелях». Алмаз ювелирного качества, фантазийного розового цвета. Масса алмаза 27,85 карата, размеры – 22,47×15,69×10,90 мм. Морфологически алмаз представлен кристаллом в виде искажённого додекаэдроида с большими сколовыми поверхностями, определяющими его удлинённую форму. Физико-химический тип алмаза IIa. Этот камень являлся самым большим из всех розовых алмазов, добытых в СССР и Российской Федерации за всю историю алмазодобычи. В 2019 году был представлен огранённый из этого алмаза бриллиант «Призрак розы».

## Призрак Розы (бриллиант)

Бриллиант «Призрак Розы»

Название бриллианту дано в честь одноактного балета Сергея Дягилева из серии «Русских сезонов», премьера которого состоялась 19 апреля 1911 года с участием великих танцоров — Тамары Карсавиной и Вацлава Нижинского.
Бриллиант «Призрак Розы» (The Spirit of the Rose) входит в уникальную «театральную» коллекцию бриллиантов «Представление» (The Spectacle).
Огранка бриллианта из алмаза «Нижинский» была начата на гранильном предприятии «Бриллианты АЛРОСА» во второй половине 2018 года и готовый камень был представлен в 2019 году.
Бриллиант имеет форму «овал» модифицированной бриллиантовой огранки (Oval Modified Brilliant). Размеры бриллианта — 17,32×12,70×7,90 мм, масса — 14,83 карата. Качественные характеристики в соответствии с оценкой «Геммологического института Америки» (GIA): цвет — «Fancy Vivid Purple-Pink» (фантазийный яркий пурпурно-розовый), чистота — «IF» (internally flawless, без внутренних дефектов), качество полировки — «EX» (excellent, превосходное), параметры симметрии – «VG» (very good, очень хорошие). Флюоресценция в длинноволновом ультрафиолетовом излучении – слабая.
Бриллиант продан неизвестному покупателю на женевских торгах аукционного дома «Sotheby's» в ноябре 2020 года за 26,6 млн USD.